# Saxon-Szász János
SAXON Szász János (Tarpa, 1964. szeptember 11. –) független magyar festőművész és művészetszervező.

## Életpályája
Az 1970-es évek vége óta készít absztrakt, geometrikus, illetve MADI alkotásokat. Mesterei Csiky Tibor szobrászművész, Fajó János festőművész és Carmelo Arden Quin képzőművész, teoretikus.
A kilencvenes évek elejéig elsősorban konstruktivista műveket készített. Mestere, Fajó János révén a Budapesti Műhely szellemiségéhez kapcsolódott, de részt vett az Árnyékkötők művészeti csoport munkájában is.
1992-ben meghívást kapott Párizsba az Eiffel-torony első emeletén rendezett Visions d'Europe című kiállításra. Ekkor ismerkedett meg Ardenn Quinnel és került a hatása alá. Visszatérve megszervezte a MADI magyarországi csoportját, Nemzetközi Mobil MADI Múzeum néven gyűjteményt hozott létre, MADI art periodical címmel pedig művészeti folyóiratot indított. Többszáz hazai és külföldi kiállítást és művészeti fesztivált szervezett.  Művészetszervező munkájának köszönhetően Magyarország a MADI egyik nemzetközi központja lett. 2006-ban az egyik főszervezője volt a Moszkvában megrendezett supreMADIsm képzőművészeti, zenei és színházi fesztiválnak, amely Malevics és az orosz konstruktivizmus mesterei előtt tisztelgett.
2000-től több fontos ösztöndíjat is elnyert. 2000-ben meghívást kapott Franciaországba, ahol tanított, illetve Dimension Crayon / Dimenzióceruza címmel könyvet írt. 2001-2002-ben az USA-ba kapott több meghívást.
2002-ben Perneczky Géza (Németország) könyvet írt róla Saxon Szász János polidimenzionális mezői címmel. Ebben olvasható: „A fraktálgeometria alkotó jellegű képzőművészeti alkalmazására mindaddig sehol sem találhattam sikeresnek mondható példát a világon. (…) Saxon Szász János teljesítménye, hogy képzőművészként is tudott valamit a fraktálokkal kezdeni, ezért tűnt szinte hihetetlennek.”
2005-től a Magyar Tudományos Akadémia győri Regionális Kutatások Központja támogatásával az MTA-MADI Galériát vezeti, ahol évente 3-4 kiállításon magyar és külföldi MADI művészek mutatkoznak be.
2006-ban a moszkvai supreMADIsm művészeti fesztiválnak az egyik főszervezője.
2007-ben elhagyta Budapestet, feleségével, Dárdai Zsuzsa képzőművésszel Szokolyán él.
2008-ban a pécsi Ars GEometrica művészeti fesztiválon gyermekek virágágyást készítettek munkái alapján. 2009-ben folytatta ezt a munkát, ami egyik előzménye lett a Bridges művészeti fesztiválnak. 2010-ben mint előadó és kiállító hivatásos művész részt vett a Bridges fesztiválon.
2011-ben kelet-európai művészekkel együtt kiállított a dallasi MADI Múzeumban.

## Fontosabb egyéni kiállítások
| 2008 | Fortaleza (Brazília), Museu de Arte contemporânea                                   |
|      | Győr (Magyarország), Horváth-Saxon: Térjelek és supreMADIk                          |
| 2007 | Ettlingen (Németország), Galerie Emilia Suciu: supreMADIsm                          |
|      | Montigni (Franciaország), Le Conservatoire des Arts Plastiques: 3 artistes hongrois |
| 2006 | Moszkva (Oroszország), supreMADIsm                                                  |
| 2005 | Győr (Magyarország), MTA-MADI Galéria                                               |
|      | Párizs (Franciaország), ORION centre d’art: géometrique MADI                        |
| 2004 | Budapest (Magyarország), Lauder Javne Iskola Galéria                                |
|      | Nay (Franciaország), La Minoterie de Nay                                            |
| 2003 | Pozsony (Szlovákia), Galéria „Z”                                                    |
|      | Budapest (Magyarország), Institut Français                                          |
| 2002 | Budapest (Magyarország), Angyalföldi Baptista Imaház                                |
| 2001 | Komárom (Szlovákia), Galéria Limes                                                  |
|      | Nice (Franciaország), Collèges Joseph Vernier et Victor Duruy                       |
|      | Monaco, École Municipale D’ Arts Plastiques                                         |
|      | Budapest (Magyarország), Sziget Galéria                                             |
| 2000 | Budapest (Magyarország), Fény Galéria                                               |
|      | Mouans-Sartoux (Franciaország), Espace de l’Art Concrete – Maison Beuil             |

## Fontosabb csoportos kiállítások
| 2011 | Dallas (USA), MADI Museum: Constructivist – MADI Artists from East-Central Europe                                     |
| 2009 | Párizs (Franciaország), 62. Salon des Réalités Nouvelles                                                              |
|      | Budapest (Magyarország), G13 Galéria: Fekete-fehér                                                                    |
| 2008 | Brüsszel (Belgium), Magyar Kulturális Központ: 7 MADI 7                                                               |
|      | Párizs (Franciaország), Maison de l’Amérique Latine: "Mouvement MADI International"                                   |
| 2007 | Budapest (Magyarország), Vasarely Múzeum: Black and White                                                             |
|      | Párizs (Franciaország), 61. Salon des Réalités Nouvelles                                                              |
| 2006 | Moszkva (Oroszország), Moscow Museum of Contemporary Art-Hungarian Cultural Centre: "supreMADIsm" Festival            |
| 2005 | Párizs (Franciaország), ORION centre d’art, géometrique MADI                                                          |
|      | Győr (Magyarország), MTA-MADI Galéria                                                                                 |
|      | Pozsony (Szlovákia), Galéria Z: Mobil 1-2-3                                                                           |
|      | Sobral (Brazília), Museu MADI de Sobral: Inauguration                                                                 |
| 2004 | Plzen (Csehország), Galerie Mésta Plzné: Geometria MAgyar/Madarská Geometrie Dnes                                     |
|      | Milano (Olaszország), Arte Struktura: l’arte construisce l’europa 20x20                                               |
| 2003 | Budapest (Magyarország), Millenáris Park: Ars(Dis)Simmetria 3 – Mobil MADI Museum                                     |
|      | La Plata (Argentína), MACLA: Movimiento MADI Internacional                                                            |
|      | Párizs (Franciaország), Institut Hongrois: KASSÁK et MADI aujourd'hui en Hongrie                                      |
| 2002 | Pozsony-Érsekújvár (Szlovákia), Galeria „Z”-Kultúrny Institút Mad’arskej Republiky-Galéria umenia: KASSÁK a MADI dnes |
| 2001 | Párizs (Franciaország), Hotel Salomon de Rothschild: Parcs et Jardins de Paris                                        |
|      | Karlskrona (Svédország), Batsmanskasernen: Konst MADI                                                                 |
|      | Ettlingen (Németország), Galerie Emilia Suciu: Arte MADI Freie Geometrie                                              |
| 2000 | Mouans-Sartoux (Franciaország) Galerie Fischer: Abstraction et Figuration                                             |
|      | Morsang-sur-Orge (Franciaország), Chateau de Morsang-sur-Orge: MADI l’Art Géométrique                                 |
|      | Kisinyov (Moldávia), Galeria National: Ulei / Pánzá                                                                   |

## Kötetei
- Dimenzióceruza; Nemzetközi MADI Múzeum Alapítvány, Budapest, 2001
- Saxon poliuniverzuma / Polyunivers of Saxon; szöveg Perneczky Géza et al.; szerzői, Budapest, 2010

## Díjak, ösztöndíjak
| 2009 | Alkotói ösztöndíj – Nemzeti Kulturális Alapprogram, Budapest                         |
| 2005 | Alkotói ösztöndíj – Nemzeti Kulturális Alapprogram, Budapest                         |
|      | ”József Attila évszázada” – Alkotói ösztöndíj, Budapest                              |
| 2004 | XXII. Miskolci Grafikai Biennálé, MET díj – Miskolc                                  |
| 2003 | ”Tisztelet a Fehérnek”, Csepeli Alkotó Fórum díj – Budapest                          |
| 2002 | Pollock-Krasner scholarship – New York                                               |
|      | Site Ations artist residence – Snug Harbor Cultural Center, New York – Staten Island |
| 2001 | MADI alkotói ösztöndíj – FÁME, Budapest                                              |
| 2000 | Atelier résidence – Espace de l’Art Concret, Mouans-Sartoux                          |

## Művei gyűjteményekben
- Árnyékkötők Archívum, Budapest
- Arte Struktura, Milánó (I)
- Bánki Donát Műszaki Főiskola, Budapest
- Centre of International Graphic Work, Fredrikstad (N)
- Civica Galleria d’arte Moderna, Gallarate (I)
- Fundatia ETNA, Sfantu Gheorghe (Ro)
- Kassák Múzeum, Budapest
- L’ Espace de l’Art Concrete, Mouans-Sartoux (F)
- MACLA Museo de Arte Contemporáneo Latinoamericano, La Plata (AR)
- MADI Collection, Nápoly (I)
- Mobile MADI Museum, Budapest
- MOMA Library, New York (USA)
- Museum of Kusunoki, Hirosima (J)
- Museum of Satoru Sato in City of Tome (J)
- Musée MADI, Maubeuge (F)
- Museu MADI Sobral (BR)
- Museum Ritter, Waldenbuch (D)
- Művészeti Műhely Alapítvány, Veszprém (H)
- NCCA National Centre for Contemporary Arts, Moszkva (RUS)
- Rippl Rónai Múzeum, Kaposvár (H)
- Société Nouvelle D’Exploitation de la Tour Eiffel, Párizs (F)
- Szokolya Önkormányzat (H)
- Tarpa Nagyközség Önkormányzata (H)
- The Executive Commitee of Sapporo Int. Print Biennale, Sapporo (J)
- Országos Széchényi Könyvtár Grafikai Gyűjtemény, Budapest
- Városi Galéria, Nyíregyháza (H)
- Városi Múzeumok Képtára, Győr (H)
- Východoslovenská Galéria, Košice (SK)
- ZIG, Nyíregyháza (H)